# Grauże Stare
Grauże Stare (lit. Senieji Graužai) – wieś w Polsce położona w województwie podlaskim, w powiecie suwalskim, w gminie Szypliszki.
W latach 1975–1998 miejscowość administracyjnie należała do województwa suwalskiego.
W latach 1980–2004 miejscowość miała nazwę "Stare Grauże". Zgodnie z uchwałą NR XVI/117/04 Rady Gminy Szypliszki z dnia 26 sierpnia 2004 r. zmieniono nazwę miejscowości ze "Stare Grauże" na "Grauże Stare". Zmiany nazwy chcieli sami mieszkańcy. Nazwa Grauże Stare była używana przed rokiem 1980 i figuruje w dawnych dokumentach ewidencji ludności, aktach stanu cywilnego, aktach notarialnych oraz innych urzędowych dokumentach. Bez żadnych przyczyn została zmieniona 10 lipca 1980 roku w wykazie miejscowości Polskiej Rzeczypospolitej Ludowej.